# Vitali Malkin
Vitali Borísovich Malkin (en ruso: Виталий Борисович Малкин; nacido el 16.de septiembre de 1952 en Pervouralsk, Unión Soviética) es un empresario y político ruso-israelí. Malkin ha trabajado como físico, banquero y senador. Hoy es conocido por sus proyectos humanitarios y como patrocinador de la Fundación «Era» de Rusia y la Fundación «Espoir», un programa con la Fundación Luxemburgo y UNICEF.
Malkin fue un amigo muy cercano del presidente Boris Yeltsin, y parte del grupo Semibankirchtchina, integrado por nueve entidades financieras, las cuales en su momento apoyaron la campaña de reelección de Yeltsin, en las elecciones rusas de 1996.

## Biografía
Vitali Malkin creció en una familia judeo-ucraniana. Su padre, Borís Samóilovich Malkin fue subdirector de Cheliábinsk Pipe, su madre Marianna Davydovna Piatigorskaya fue médica. Malkin asistió a una escuela secundaria de Cheliábinsk especializada en matemáticas y física.

## Estudios
En 1969 se matriculó en la Facultad de Física y Tecnología de la Universidad Técnica Estatal de los Urales. Paralelamente, tomó clases de arte y pintura, por fuera del plan regular de estudios. Malkin se graduó con honores en 1975, y continuó su carrera académica con un doctorado en física de la Universidad Estatal de Transporte de Moscú (MIIT), a la cual presentó una tesis doctoral sobre metrología de la radiación láser.
Después de sustentar su doctorado en 1978, continuó su trabajo en el Laboratorio de Métodos Holográficos de la MIIT. Estuvo a cargo del control de calidad, y fue vicepresidente del Consejo de Jóvenes Científicos. De 1983 a 1989 se desempeñó como profesor de física en la Universidad Estatal de Moscú.
En 1983 sustentó su tesis doctoral sobre «Elementos de grabación ultrasensibles», recibiendo el título académico de Doctor en Tecnología por ello. Hasta 1989 trabajó en el Instituto de Investigación de Procesos Holográficos del MIIT, primero como investigador júnior y luego como jefe de laboratorio.

## Actividad empresarial
En 1982, Malkin conoció a Bidzina Ivanishvili, y hacia finales de la década de los ochenta, los dos amigos fundaron una empresa de importación de microcomputadoras. Continuando con sus proyectos empresariales, en 1990, Malkin e Ivanishvili compraron la cooperativa Agroprogress. Esta empresa ya tenía inversiones en los invernaderos Naro-Fominsk. Malkin e Ivanishvili ganaron su primer millón de dólares vendiendo teléfonos y videograbadoras.

## Rossiysky Kredit
En el verano de 1990 los socios del Agroprogress firmaron la constitución del banco Rossiysky Kredit. Seis meses después, el banco recibió aprobación para operar con transacciones en moneda extranjera y para abrir  oficinas al público. Malkin fue nombrado presidente de la junta directiva (1991-1994). En 1994 asumió la presidencia del banco y ocupó este cargo hasta 2000.
El banco obtuvo el derecho de alquiler a largo plazo de la lujosa villa Morosov en el bulevar Smolensky de Moscú, cercano a la Plaza Roja. Inicialmente, el Soviet Supremo quería establecer su sede en la villa Morozov, pero no pudo encontrar suficiente dinero para restaurar este monumento arquitectónico. Precisamente, la financiación de la renovación de esta solariega mansión corrió por cuenta del banco Rossiiski Kredit. De 1993 a 1996, los socios invirtieron el equivalente a 6 millones de dólares estadounidenses en restaurar el edificio e instalar las nuevas oficinas.
Cuando se formó el llamado «Semibankirchtchina»,  un grupo de nueve oligarcas rusos que desempeñaron un papel crucial en la vida política y económica de Rusia, en vísperas de las elecciones presidenciales de 1996, dando su apoyo al presidente Yeltsin. Mientras Malkin se reunió con Boris Yeltsin, su socio Ivanishvili prefirió quedarse en un segundo plano. En mayo de 1996, Malkin firmó una declaración de apoyo a la reelección de Boris Yeltsin para un segundo mandato, en nombre del Consejo Coordinador de la Mesa Redonda de Negocios Rusos.
El  banco Rossiysky Kredit sufrió la crisis de 1998, pero logró superarla. En 1998, Boris Ivanishvili y su socio Malkin se unieron a Impeksbank, el cual se convirtió en una herramienta financiera para reorganizar sus deudas y pagos.
En 1999, el banco Rossiysky Kredit fue el primer banco comercial en reembolsar dinero a sus clientes de sus cuentas de ahorro en rublos, así como parte del dinero depositado en moneda extranjera. El Rossiysky Kredit debía a sus clientes cerca de 80 millones de dólares estadounidenses. Rossiysky Kredit es el único banco comercial que recapitalizó completamente sus deudas y reembolsó todo el dinero a sus depositantes. «La reestructuración de Rossiiski Kredit es el único caso en el mundo, en el que una empresa privada ha saldado su deuda debido a un error del gobierno», remarcó Ivanishvili en una de sus entrevistas.
El banco fue reestructurado en 2003, y todos los acreedores recibieron sus pagos. Para cumplir con estos compromisos, Malkin e Ivanishvili hicieron una capitalización de casi 200 millones de dólares. A principios de 2006, el grupo austríaco Raiffeisen adquirió Impeksbank, en una transacción por 550 millones de dólares estadounidenses, quedando como subsidiaria de Raiffeisenbank.
En 2005, luego de la separación de activos, Malkin recibió la participación minoritaria (28,74 %) en la East Siberian Petroleum Company (VSNK), cuyo principal propietario era el grupo ruso Youkos (70,78 %). En julio de 2007, Rosneft compró las acciones de Youkos en VSNK, y la compañía quedó valorada 1260 millones de rublos (casi 50 millones de dólares estadounidenses). En 2011, Rosneft compró las acciones de Malkins.

## Actividades sociales y políticas
Malkin fue uno los empresarios rusos que fundaron el Congreso Judío Ruso en 1996. La organización se creó como una fundación sin fines de lucro, con el objetivo de financiar las actividades de la comunidad judía y combatir el antisemitismo. Malkin fue electo por la fundación como vicepresidente del Congreso Judío de Rusia. Malkin fue miembro del consejo de administración hasta 2008.
El 1 de enero de 2004 Malkin fue electo senador de la Federación de Rusia por la República de Buriatia. Su período finalizó el 19 de septiembre de 2007, siendo electo nuevamente el 18 de mayo de 2012.
En el Consejo de la Federación, Malkin trabajó para la Comisión de Monopolios Naturales (enero-junio de 2004), el Comité de Política Industrial (2004-2007), la Comisión de Seguimiento del Funcionamiento del Consejo (2004-2007), el Comité de Asuntos Internacionales (desde 2007), la Comisión de Juventud y Turismo (2004-2007), la Comisión de Cooperación con el Tribunal de Cuentas de la Federación de Rusia (2007-2011) y la Comisión de Deporte y Desarrollo Olímpico (2008-2011) ). Desde 2010 hasta su renuncia, Malkin siguió siendo vicepresidente del Comité de Asuntos Internacionales del Consejo de la Federación.
Malkin aboga activamente por la redacción y aprobación de leyes que regulen las relaciones interétnicas en la Federación de Rusia. Después del asesinato de Bair Sambuev en 2009, en el cual el odio racial fue la motivación. Malkin envió cartas al entonces presidente ruso Dmitri Medvédev, a Vladímir Putin, entonces jefe de gobierno, así como al fiscal general y al ministro del Interior y les cuestionó sobre su actitud a la discordia interétnica. En su carta, Malkin sugirió redactar y aprobar urgentemente una ley federal para mejorar las relaciones interétnicas.

## Actividad caritativa
Malkin está involucrado en obras de caridad y dona una parte significativa de su riqueza a proyectos sociales.

### La Fundación Era
En 2004, Malkin lanzó la organización benéfica Era, una fundación ubicada en Buriatia que trabaja en paralelo en varias líneas, como la ayuda a los niños, el apoyo a la cultura nacional de Buriatia, «ayuda a los veteranos, la cultura y el deporte, el desarrollo cultural, la educación y la ciencia».
La Fundación Era también ha desarrollado un programa que apoya a los veteranos de la guerra en Chechenia, otorgando becas a estudiantes de alto rendimiento y apoyando a un huérfanos. Además, la Fundación Era apoyó la restauración de la Biblioteca Nacional de Buriatia.

### Fundación Espoir (esperanza)
Durante un viaje a Egipto, Malkin fue informado sobre la práctica de la mutilación genital femenina, la cual en algunas partes de África es sufrida por el 98 % de la población femenina. Por ello decidió crear una fundación que luchara activamente contra este problema. Para darle a esta fundación un impacto internacional efectivo, Malkin solicitó a UNICEF y Luxemburgo crear un programa especial, a fin de capacitar a los médicos para establecer operaciones de prevención y tratamiento a las niñas mutiladas.
La primera fase del programa de la Fundación Espoir duró cinco años y contó con un presupuesto de 5 millones de euros, que fue financiado íntegramente por Malkin. En tres años, se ha tratado a más de 2200 niñas, se ha capacitado a los médicos, lográndose algunos éxitos iniciales en campañas de educación y prevención en las dos regiones de Etiopía más afectadas por esta práctica. UNICEF anunció que más de 20 000 personas, incluidos 2243 líderes religiosos, habían recibido formación en la prevención de la mutilación genital femenina.

## Ciudadanía israelí
Después de que el opositor Alexei Navalny hiciera público que Malkin también es ciudadano israelí, y que no habría informado de sus activos en el extranjero, Malkin renunció al Consejo de la Federación Rusa en 2013. Uno de los bienes sería un apartamento en el Time Warner Center de Manhattan, que le habría sido vendido en 2010 por, aproximadamente, 15 millones de dólares estadounidenses.

## Publicaciones
- Ilusiones peligrosas - Cuando las religiones nos privan de la felicidad. Ediciones Urano, España, 2018. ISBN: 978-84-15732-32-7

## Vida personal
Vitali Malkin es casado y padre de seis hijos.